# Mine (musikalbum)
Mine är ett samlingsalbum från 1973 av Dolly Parton, utgivet av RCA:s budgetavdelning RCA Camden. Precis som samlingsalbumet Just the Way I Am från 1972 var det ett försöka rida på Dolly Partons våg av tidiga 1970-talsframgångar på listorna genom att återuge mindre känt material (denna gång låtar inspelade mellan 1969 och 1970) som en budgetlansering, för nyare fans som inte köpt hennes tidigare album. De flesta låtarna på Mine låg först på Dolly Partons album The Fairest of Them All 1970.
RCA Camden kom att släppa två till Doll Parton-samlingar:  I Wish I Felt This Way at Home (1975) och Just Because I'm a Woman (ej att förväxlas med Dolly Partons debutsolo album för RCA 1968 med samma namn) (1976); alla fyra nylanseringar på RCA Camden kom senare att återigen släppas på skivmärket Pickwick i slutet av 1970-talet.

## Låtlista
Alla låtar av Dolly Parton om ej annat anges.
1. "Mine"
2. "Chas"
3. "When Possession Gets Too Strong" (Parton, Louis Owens)
4. "I'm Doing This For Your Sake"
5. "But You Loved Me Then"
6. "Don't Let It Trouble Your Mind"
7. "More Than Their Share"
8. "Mama Say A Prayer"
9. "Down From Dover"